# 曹葆华
曹葆华（1906年—1978年），原名宝华，笔名伊人、葆华、曹保华等，男，四川乐山人，中国诗人、翻译家。